# Neogoniolithon erosum
Neogoniolithon erosum (Foslie) Adey, 1970  é o nome botânico  de uma espécie de algas vermelhas pluricelulares do gênero Neogoniolithon, família Corallinaceae, subfamília Mastophoroideae.
- São algas marinhas encontradas nas Ilhas Virgens.

## Sinonímia
- Lithophyllum erosum  Foslie, 1906